# Leo Bendel
Leo Bendel (* 23. November 1868 in Strezow, Polen, damals Galizien, Österreich-Ungarn; † 30. März 1940 im KZ Buchenwald) war ein österreichischer Tabakhändler und Kunstsammler.

## Leben

Carl Spitzweg: Das Auge des Gesetzes

Bendel kam um 1900 aus Galizien nach Berlin und wurde dort Tabakhändler. Er galt als gut situiert, lebte in Berlin-Dahlem und erwarb im Laufe von Jahren einige Gemälde und Grafiken. Nach der Machtübernahme der Nationalsozialisten wurde er aufgrund seiner jüdischen Herkunft aus der Position des Generalvertreters der Firma Job Zigarettenpapier entlassen. Gemeinsam mit seiner Frau Else Bendel beschloss er zu emigrieren, zur Finanzierung verkaufte er zwischen 1935 und 1937 seine Kunstsammlung. Im Sommer 1937 gingen Leo und Else Bendel nach Wien. Nach dem Anschluss Österreichs wurde Bendel Anfang September 1939 festgenommen und in das KZ Buchenwald bei Weimar deportiert. Dort starb er im Frühjahr 1940.
Else Bendel überlebte als Nicht-Jüdin unter ärmlichen Bedingungen in Wien. Nach dem Krieg machte sie in Berlin Entschädigungsansprüche geltend, ihr Antrag war noch nicht entschieden, als sie im September 1957 starb. Er wurde jedoch im Nachhinein wegen fehlender Belege abgewiesen.

## Die Kunstsammlung

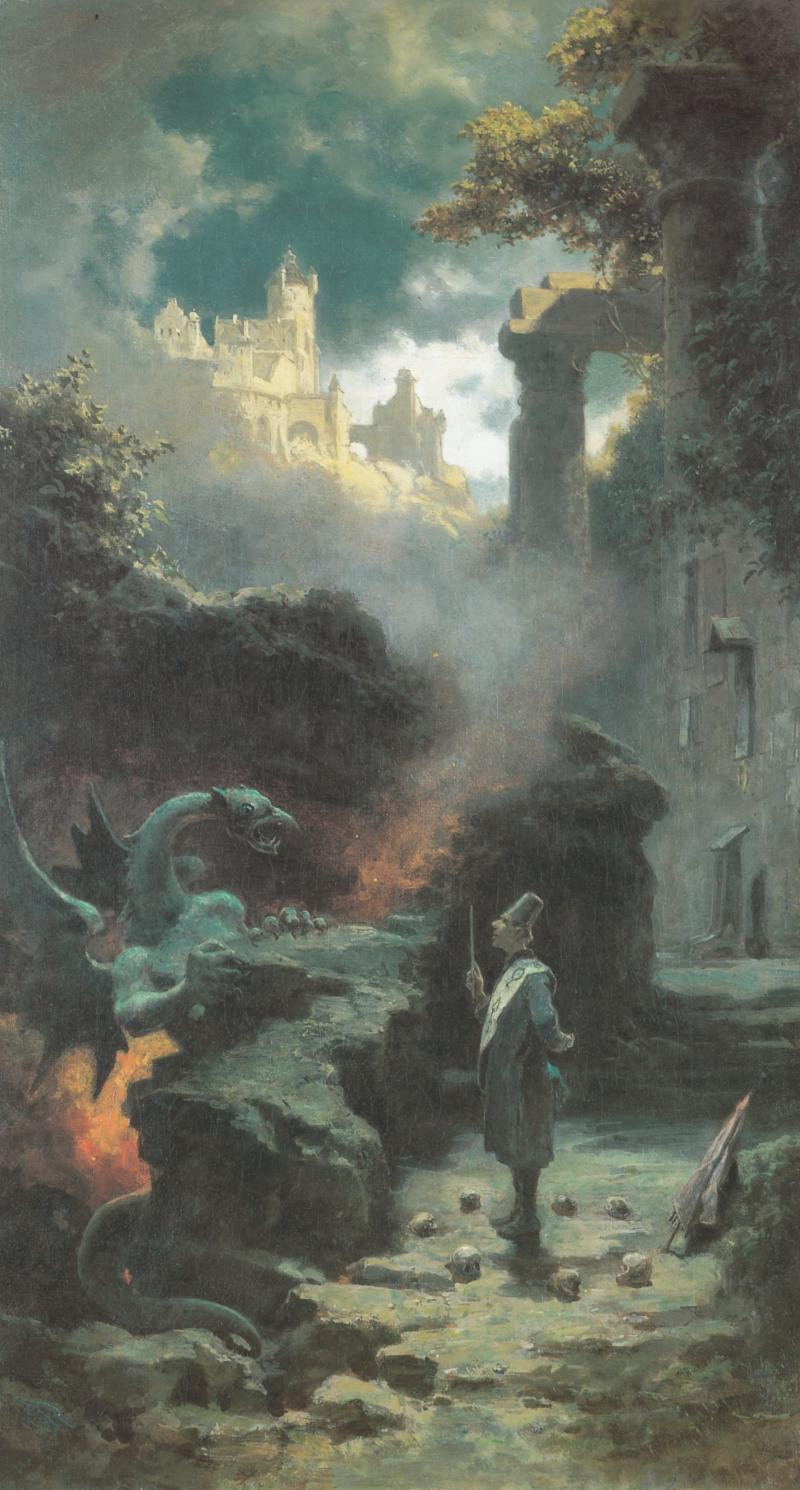
Carl Spitzweg: Der Hexenmeister, 1880

Die Sammlung Leo Bendels bestand aus Gemälden, Zeichnungen, Aquarellen und Radierungen von Carl Spitzweg, Wilhelm Trübner, Walter Leistikow und Hans Thoma. Am bekanntesten sind bis heute zwei der Gemälde von Carl Spitzweg:
- Carl Spitzweg, Das Auge des Gesetzes, 1857, Öl auf Leinwand

Leo Bendel verkaufte das Gemälde 1937 an die Galerie Heinemann in München für 16.000 RM, 1938 erwarb es die Kunsthändlerin Maria Almas für das geplante Führermuseum in Linz zu einem Preis von 25.000 RM. Im Oktober 1945 gelangte es nach der Sicherstellung durch alliierte Truppen in den Central Collecting Point München. Im August 1961 wurde es über die Treuhandgesellschaft des Auswärtigen Amtes an das Bundespräsidialamt gegeben und wurde zum ständigen Interieur der Villa Hammerschmidt in Bonn.
Im Mai 2006 stellten die Erben Leo und Else Bendels einen Antrag auf Rückgabe gemäß der Washingtoner Erklärung. Das Bundesamt für zentrale Dienste und offene Vermögensfragen überprüfte die Angelegenheit, stellte den „verfolgungsbedingten Verlust“ fest und schlug die Rückgabe vor, die im Jahr 2007 erfolgte.
- Carl Spitzweg, Der Hexenmeister, 1875 / 1880, Öl auf Leinwand

Auch dieses Gemälde verkaufte Leo Bendel 1937 an die Galerie Heinemann in München für 18.000 RM, im August 1937 wurde es von Caroline Oetker aus Bielefeld, Ehefrau des Backpulverfabrikaten und Kommerzienrats August Oetker, erworben und an den Enkel Rudolf August Oetker weitervererbt. Im Juni 2006 wandten sich die Erben Bendel an die Kunstsammlung Rudolf August Oetker GmbH, in deren Besitz sich das Gemälde befindet, und regten ein Gespräch an, um eine faire und gerechte Lösung gemäß der Washingtoner Erklärung zu verhandeln. Die Kunstsammlung GmbH lehnte jedoch jedes Gespräch ab. Im Oktober 2016 gab der Oetker Konzern bekannt, dass die Kunstsammlung auf eventuelle Raubkunst untersucht wird. Im November 2019 hat die Kunstsammlung Rudolf-August Oetker GmbH das  Gemälde an die Nachkommen des jüdischen Sammlers Leo Bendel zurückgegeben. Der Restitution vorausgegangen war eine jahrelange internationale Suche nach den rechtmäßigen Erben des von den Nationalsozialisten ermordeten ursprünglichen Eigentümers.